# Agustín Alayes
Agustín Alayes (La Plata, Buenos Aires, Argentina; 22 de julio de 1978) es un exfutbolista y dirigente deportivo argentino. Actualmente se desempeña como mánager del Club Estudiantes de La Plata.

## Trayectoria
Comenzó en las infantiles de Ateneo Popular, previo a sumarse a las inferiores de Estudiantes de La Plata, donde debutó a los 18 años en Primera el 6 de abril de 1997 en el empate 0 a 0 con Lanús. Tras cinco temporadas fue cedido a Quilmes, donde se desempeñó la mayor parte de esa carrera en el Nacional. Carlos Bilardo lo hizo retornar a Estudiantes de la Plata, club donde fue campeón del Apertura 2006 y de la Copa Libertadores de América 2009. También fue finalista de la Copa Sudamericana en 2008.
En el Torneo Apertura 2006, Alayes se proclamó campeón con Estudiantes de La Plata (club del cual es hincha). Justamente en ese torneo marcó la mayor cantidad de goles (seis en total) en su carrera en los campeonatos de los que participó, siendo los mismos claves para encarrilar hacia la victoria de cada uno de ellos, que llevaron a su equipo hacia un partido final con Boca Juniors, partido en el cual se consagró campeón. 
Después intentó pasar a Colo-Colo de Chile, pero una rotura de ligamentos mal tratada le impidió pasar los exámenes médicos, siendo desechado por el Cacique chileno, aunque finalmente se incorporó a Newell's Old Boys.
En 2011 llega a Colo-Colo inicialmente con un contrato por dos años y seis meses, en donde estuvo lejos de ser un aporte al equipo ya que debido al bajo nivel mostrado solo fue utilizado en un partido durante todo el torneo que resultó en la peor derrota de Colo-Colo en su historia como local, ya en febrero recién comenzado el campeonato el director técnico interino Luis Pérez decide separarlo del plantel por razones futbolísticas sin siquiera luego ser citado.El 8 de julio de 2011 se confirma la llegada como tercer refuerzo del Club Atlético River Plate, para afrontar por primera vez en la historia del club la Primera B Nacional. El viernes 6 de enero de 2012,  rescindió su contrato con River Plate, ya que Matías Almeyda no lo iba a tener en cuenta. El 23 de enero de 2012 firmó contrato por 2 temporadas con el Club Atlético Banfield. En dicho club tuvo muy buenas actuaciones y convirtió un gol a Boca Juniors por la fecha 17, partido que terminó 1-1.
A los 33 años, y tras el descenso de Banfield a la B Nacional, Alayes rescindió su contrato y retorna al club que lo vio nacer, Estudiantes de La Plata.
En diciembre de 2012, anunció su retiro de la actividad profesional, para formar parte del grupo de trabajo de Juan Sebastián Verón, como secretario técnico de Estudiantes de La Plata.
El 16 de febrero de 2024 fue presentado oficialmente como director deportivo del Club Atlético Peñarol.
El 4 de junio de 2025 es anunciado como nuevo mánager de Estudiantes de La Plata, regresando al club tras 4 años.

## Clubes

### Como jugador
| Club                    | País      | Año       |
| ----------------------- | --------- | --------- |
| Estudiantes de La Plata | Argentina | 1997-2000 |
| Quilmes                 | Argentina | 2000-2005 |
| Estudiantes de La Plata | Argentina | 2005-2009 |
| Newell's Old Boys       | Argentina | 2010      |
| Colo-Colo               | Chile     | 2011      |
| River Plate             | Argentina | 2011      |
| Banfield                | Argentina | 2012      |
| Estudiantes de La Plata | Argentina | 2012      |

### Como mánager
| Club                    | País      | Año           |
| ----------------------- | --------- | ------------- |
| Estudiantes de La Plata | Argentina | 2012-2021     |
| Peñarol                 | Uruguay   | 2024          |
| Estudiantes de La Plata | Argentina | 2025-presente |

## Palmarés

### Campeonatos nacionales
| Título           | Club                    | País      | Año    |
| ---------------- | ----------------------- | --------- | ------ |
| Primera División | Estudiantes de La Plata | Argentina | A-2006 |

### Campeonatos internacionales
| Título            | Club                    | Sede            | Año  |
| ----------------- | ----------------------- | --------------- | ---- |
| Copa Libertadores | Estudiantes de La Plata | América del Sur | 2009 |

Otros logros
- Subcampeón de la Copa Sudamericana 2008 con Estudiantes de La Plata.

### Campeonatos nacionales
| Título           | Club    | País    | Año  | Entrenador    |
| ---------------- | ------- | ------- | ---- | ------------- |
| Torneo Apertura  | Peñarol | Uruguay | 2024 | Diego Aguirre |
| Torneo Clausura  | Peñarol | Uruguay | 2024 | Diego Aguirre |
| Primera División | Peñarol | Uruguay | 2024 | Diego Aguirre |

Otros logros
- Su gestión en Estudiantes de La Plata fue imprescindible para poder finalizar el Estadio Jorge Luis Hirschi, ya que el trabajo que se hizo con el plantel profesional ayudó a ahorrar y generar recursos en una coyuntura complicada a nivel nacional. [11]